# Pau Cubarsí
Pau Cubarsí Paredes (* 22. Januar 2007 in Bescanó) ist ein spanischer Fußballspieler.  Der Innenverteidiger steht beim FC Barcelona unter Vertrag und ist spanischer Nationalspieler.

## Karriere

### Vereine
Cubarsí begann seine Karriere beim FC Girona, bevor er 2018 nach Barcelona wechselte. Nachdem er die Jugendakademie La Masia durchlaufen hatte, debütierte er als drittjüngster Barcelona-Spieler nach Lamine Yamal und Ilaix Moriba in der UEFA Youth League, als er beim 1:1-Unentschieden gegen den tschechischen Verein Viktoria Plzeň in der Startelf stand. Im April 2023 trainierte er zum ersten Mal mit der ersten Mannschaft, nachdem er von Trainer Xavi in den Kader berufen worden war. Drei Monate später unterzeichnete er seinen ersten Profivertrag beim Verein. Im August 2023 zählte Cubarsí erstmals in der Primera División zum Spieltagskader, wurde allerdings nicht eingewechselt.
Am 19. Januar 2024 gab Cubarsí gegen Unionistas de Salamanca in der Copa del Rey sein Debüt in der ersten Mannschaft und wurde in der 46. Minute eingewechselt. Im nächsten Spiel gegen Real Betis am 21. Januar gab er sein Debüt in La Liga, einen Tag vor seinem 17. Geburtstag.
Zur Saison 2024/25 wurde Cubarsí bei der Liga als Spieler der ersten Mannschaft gemeldet.

### Nationalmannschaft
Cubarsí vertrat Spanien von der U15- bis zur U17-Nationalmannschaft. Mit der U17 nahm er an der U17-Europameisterschaft 2023 und U17-Weltmeisterschaft 2023 teil.
Im März 2024 wurde er von Trainer Luis de la Fuente erstmals in die A-Nationalmannschaft berufen. Er debütierte am 22. März 2024 im Alter von 17 Jahren und 60 Tagen, als er bei einer 0:1-Niederlage gegen Kolumbien in der Schlussphase eingewechselt wurde und damit hinter Lamine Yamal (16 Jahre und 57 Tage) zum bis dahin zweitjüngsten spanischen Nationalspieler aller Zeiten wurde. Er nahm 2024 am olympischen Fußballturnier teil und gewann mit seiner Mannschaft die Goldmedaille.

## Titel
- Olympiasieger: 2024
- Spanischer Meister: 2025
- Spanischer Pokalsieger: 2025
- Spanischer Supercupsieger: 2025